# Vizarrón de Montes
Vizarrón de Montes, es una población y una delegación del municipio de Cadereyta de Montes, está ubicada al centro del estado de Querétaro, en México. La principal actividad económica es la explotación de minas mármol, el cual es de una calidad de exportación que compite con los mejores mármoles del mundo.

## Toponimia
El nombre de la población es en honor al apellido del virrey novohispano Juan Antonio Vizarrón y Eguiarreta, de la Casa Vizarrón, en Andalucía, a quién se adjudica la exploración del lugar para la minería. El apellido de Montes es en honor a Ezequiel Montes, un político queretano cuyo origen familiar era de este pueblo.

## Historia
Es una localidad fundada sobre lo que era el territorio de los chichimecas jonaces, surge a partir de la prolongación del camino real hacia San Luis Potosí para la explotación de mármol y cantera para la construcción durante el periodo virreinal. 
En 1919 se le da la categoría de pueblo y se inicia la explotación de mármol por exploraciones de geologos y pedreros que empezaron a explotar las minas en los alrededores. Muchas piezas de mármol fueron llevadas hasta la Ciudad de México para continuar con las obras del Palacio de Bellas Artes.

## Economía

### Minería
El pueblo de Vizarrón de Montes es una de las localidades del centro del estado de Querétaro que conserva un número considerables de hectáreas para la minería de la extracción del mármol y la cantera, su principal producción es la elaboración de pisos, mesas, esculturas, mosaicos de baños y artesanía.

## Galería